# Салча (місто)
Салча (рум. Salcea) — місто у повіті Сучава в Румунії.

## Географія
Місто розташоване на відстані 357 км на північ від Бухареста, 8 км на схід від Сучави, 106 км на північний захід від Ясс.

## Адміністративний устрій
Адміністративно місту підпорядковані такі села (дані про населення за 2002 рік):
- Вератек (1456 осіб)
- Мерень (213 осіб)
- Плопень (2971 особа)
- Преліпка (1249 осіб)

## Населення
За даними перепису населення 2002 року у місті проживали 8719 осіб.
Національний склад населення міста:
| Національність | Кількість осіб | Відсоток |
| -------------- | -------------- | -------- |
| румуни         | 8382           | 96,1%    |
| цигани         | 332            | 3,8%     |
| німці          | 3              | < 0,1%   |
| угорці         | 2              | < 0,1%   |

Рідною мовою назвали:
| Мова      | Кількість осіб | Відсоток |
| --------- | -------------- | -------- |
| румунська | 8386           | 96,2%    |
| циганська | 332            | 3,8%     |
| угорська  | 1              | < 0,1%   |

Склад населення міста за віросповіданням:
| Релігія                             | Кількість осіб | Відсоток |
| ----------------------------------- | -------------- | -------- |
| православні                         | 6450           | 74,0%    |
| п'ятдесятники                       | 1394           | 16,0%    |
| бретрени                            | 711            | 8,2%     |
| баптисти                            | 53             | 0,6%     |
| адвентисти                          | 39             | 0,4%     |
| старообрядці                        | 15             | 0,2%     |
| римо-католики                       | 12             | 0,1%     |
| не релігійні                        | 12             | 0,1%     |
| греко-католики                      | 2              | < 0,1%   |
| лютерани                            | 2              | < 0,1%   |
| реформати                           | 1              | < 0,1%   |
| лютерани (Аугсбурзького сповідання) | 1              | < 0,1%   |
| атеїсти                             | 1              | < 0,1%   |
| не вказали релігію                  | 2              | < 0,1%   |

## Зовнішні посилання
- Дані про місто Салча на сайті Ghidul Primăriilor [Архівовано 13 червня 2013 у Wayback Machine.]